# یوجین آی گوردون
یوجین اروینگ گوردون (انگلیسی: Eugene Irving Gordon؛ زاده ۱۴ سپتامبر ۱۹۳۰ - درگذشته ۱۵ سپتامبر ۲۰۱۴) یک فیزیک‌دان اهل آمریکا بود.